# 潮揭丰边人民委员会旧址
潮揭丰边人民委员会旧址，位于中国广东省揭阳市揭东区新亨镇，为揭东区文物保护单位，类型为近现代重要史迹及代表性建筑，公布时间为1990年。
潮揭丰边人民委员会旧址的历史年代为1949年4月。